# Kamienica przy ulicy Marii Skłodowskiej-Curie 5 w Krakowie
Kamienica przy ulicy Marii Skłodowskiej-Curie 5 – zabytkowa kamienica znajdująca się w Krakowie, w dzielnicy I przy ul. Marii Curie-Skłodowskiej, na Wesołej.
Kamienica została wzniesiona w 1896 roku, według projektu architekta Zygmunta Luksa.
20 listopada 1991 budynek został wpisany do rejestru zabytków. Znajduje się także w gminnej ewidencji zabytków.